# اینگرید آرنت-براویر

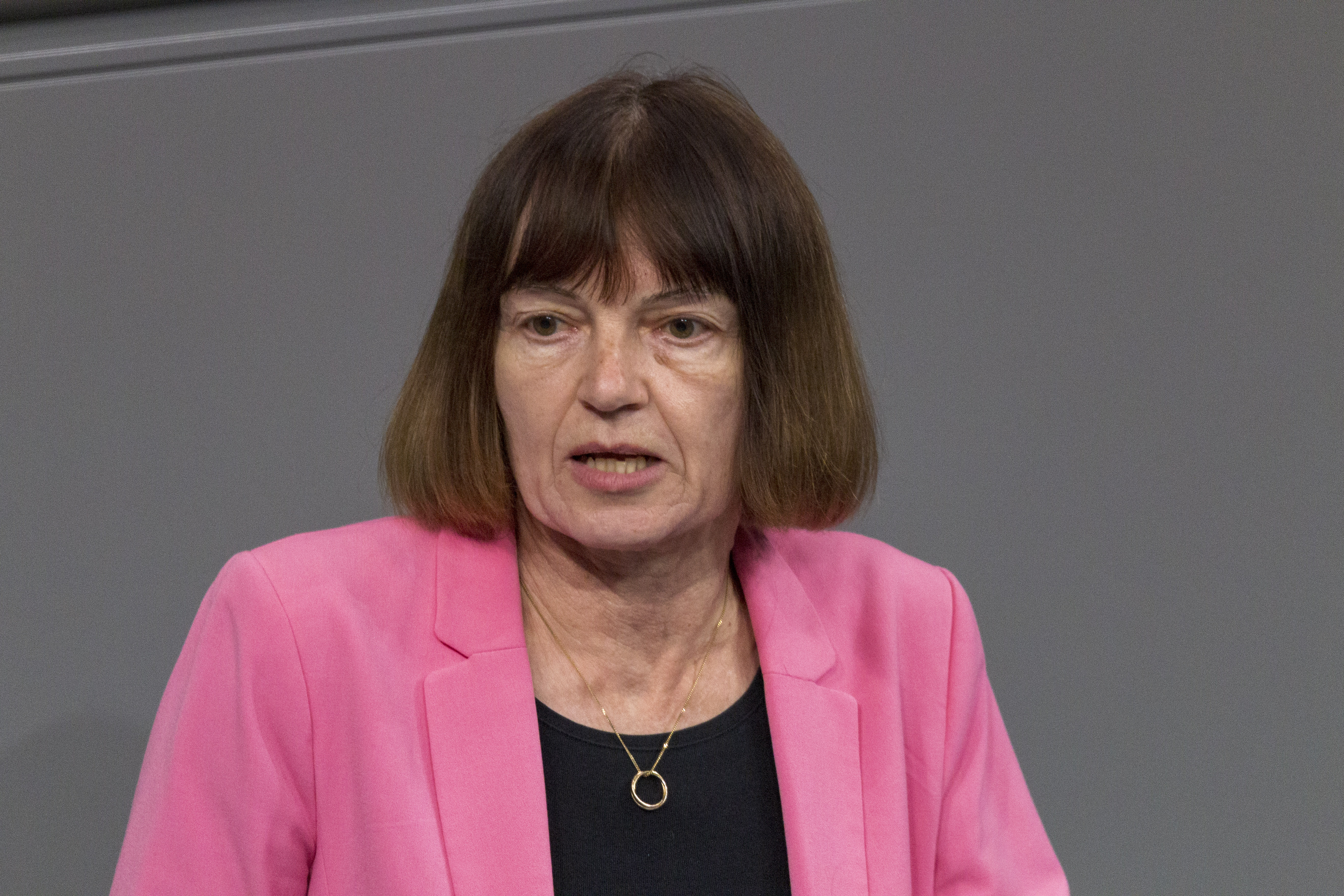

اینگرید آرنت-براویر (انگلیسی: Ingrid Arndt-Brauer) یک سیاست‌مدار اهل آلمان است.